# Maxwell–Boltzmann-statistik
Maxwell–Boltzmann-statistik är en av de mest grundläggande modellerna inom statistisk mekanik och beskriver fördelningen av partiklar av klassisk materia över olika energitillstånd i termisk jämvikt. Denna statistiska modell har fått sitt namn av Maxwell–Boltzmannfördelningen.
Temperaturen i en gas är resultatet av rörelser hos de molekyler och atomer som den består av. Dessa partiklar har en rad olika hastigheter och en enskild partikels hastighet ändras fortlöpande till följd av kollisioner med andra partiklar. Maxwell-Boltzmann-statistik ger en modell av dessa rörelser och dessa hastigheter, som är i alla tre riktingar. Effektivvärdet av hastigheterna kan sedan beskrivas med Maxwell–Boltzmannfördelningen.

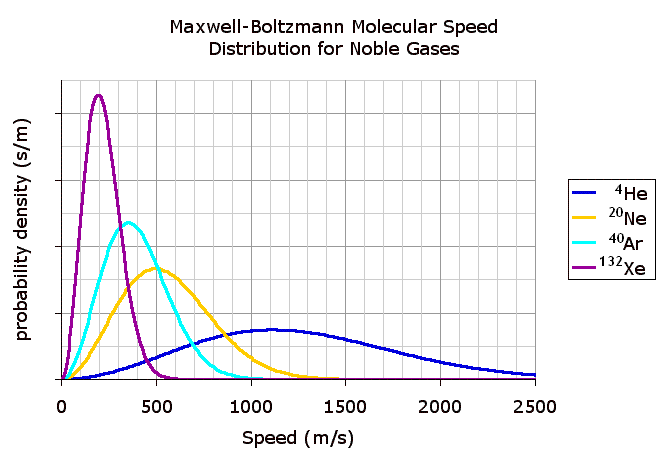
Hastighetsfördelning enligt Maxwell-Boltzmann av olika ädelgaser vid rumstemperatur.

Det förväntade antalet partiklar med energin {\displaystyle \varepsilon _{i}} är inom Maxwell-Boltzmann-statistik uttryckt genom
{\displaystyle \langle N_{i}\rangle ={\frac {g_{i}}{e^{(\varepsilon _{i}-\mu )/k_{B}T}}}={\frac {N}{Z}}\,g_{i}e^{-\varepsilon _{i}/k_{B}T},}
där:
- {\displaystyle \langle N_{i}\rangle } är medelvärdet av antalet partiklar med energi {\displaystyle \varepsilon _{i}}.
- {\displaystyle \varepsilon _{i}} är energin,
- {\displaystyle g_{i}} är antalet tillstånd med energi {\displaystyle \varepsilon _{i}}
- μ är kemisk potential,
- {\displaystyle k_{B}} är Boltzmanns konstant,
- T är absolut temperatur (i Kelvin),
- N är totalt antal partiklar: {\displaystyle N=\sum _{i}N_{i},}
- Z är partitionsfunktionen eller tillståndsfunktionen: {\displaystyle Z=\sum _{i}g_{i}e^{-\varepsilon _{i}/kT},}
- e är Eulers tal

Teorin grundlades av James Clerk Maxwell och Ludwig Boltzmann som båda gjorde betydande bidrag inom statistisk mekanik. 

## Generaliserat för kvantmekanik
Maxwell–Boltzmann-statistik är tillämpligt när temperaturen är tillräckligt hög eller partikeldensiteten är tillräckligt låg (som i en ideal gas) för att göra kvantmekaniska effekter försumbara. Inom kvantfysik används istället antigen Bose–Einstein-statistik eller 
Fermi–Dirac-statistik . Klassiska fördelningsfunktionen inom Maxwell–Boltzmann-statistik har formen av
{\displaystyle f(E_{i})={\frac {1}{e^{E_{i}/k_{B}T}}}}
medan den för fermioner inom Fermi–Dirac-statistik istället är
{\displaystyle f(E_{i})={\frac {1}{e^{E_{i}/k_{B}T}+1}}}
och för bosoner inom Bose–Einstein-statistik istället ges av
{\displaystyle f(E_{i})={\frac {1}{e^{E_{i}/k_{B}T}-1}}}
Båda dessa kvantmekaniska fördelningar närmar sig Maxwell-Boltzmann-statistiken för höga temperaturer och låga partikeldensiteter (dvs motsvarande atomerna i en gas).